# Színpad

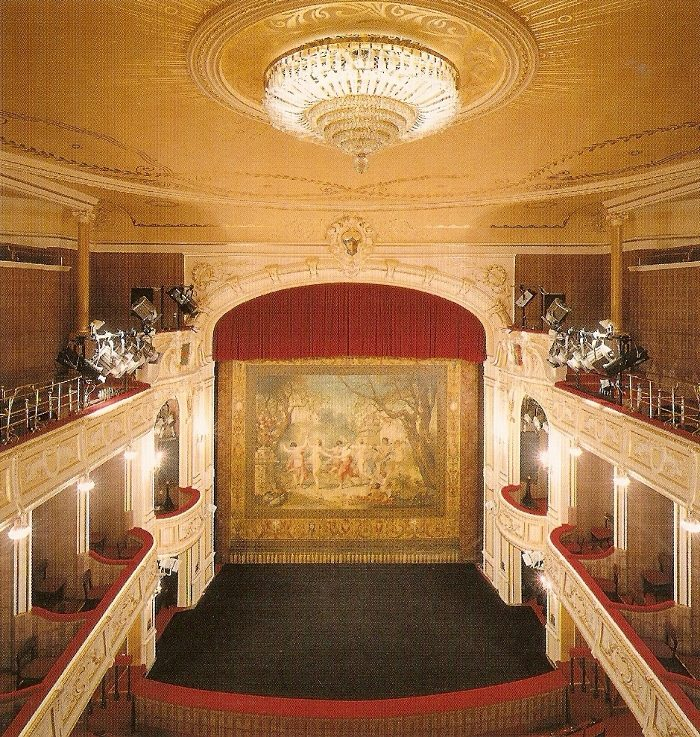
A Bielsko-Biała-i Lengyel Színház színpada

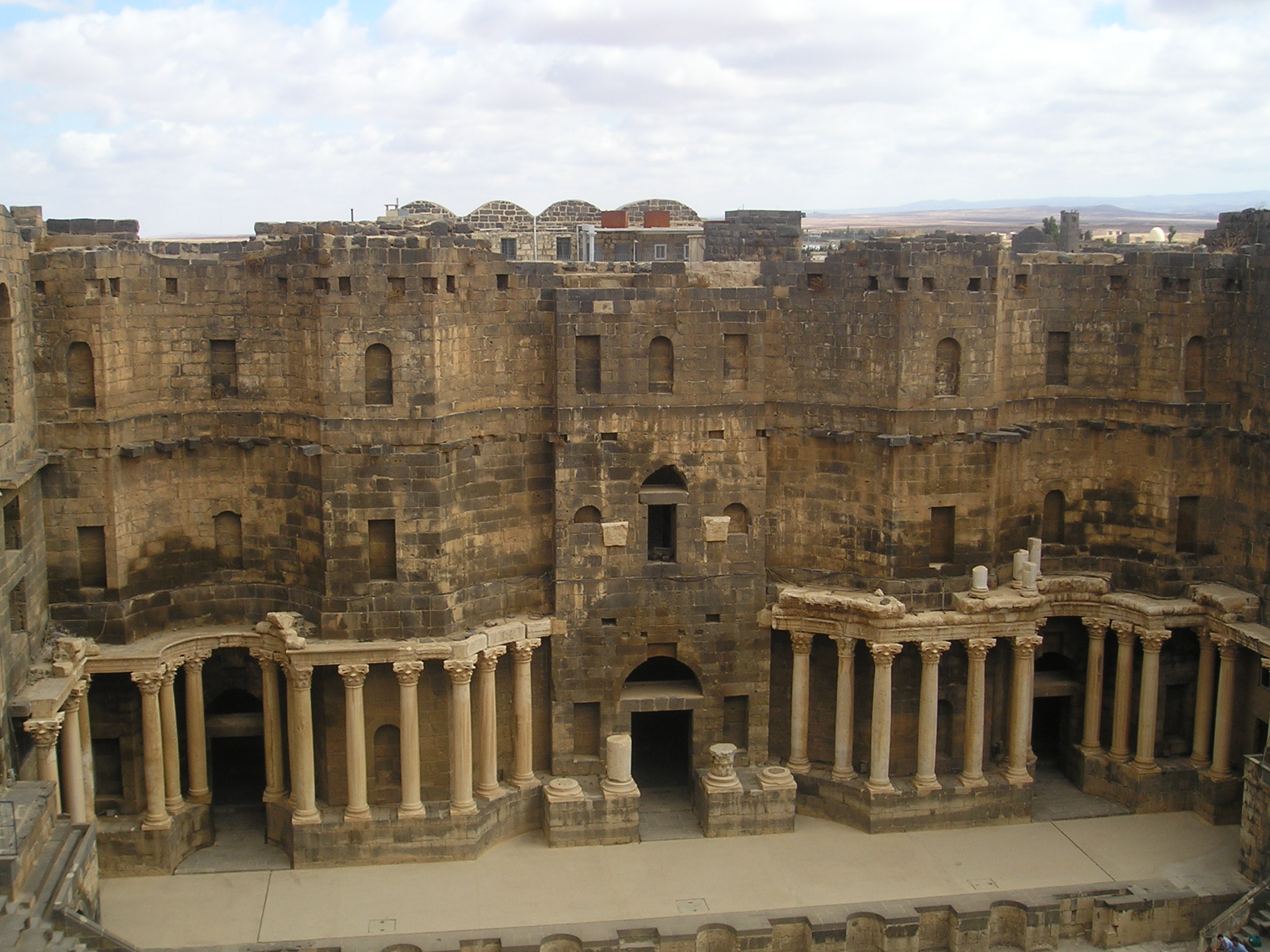
A római színház színpada Boszrában, Szíriában

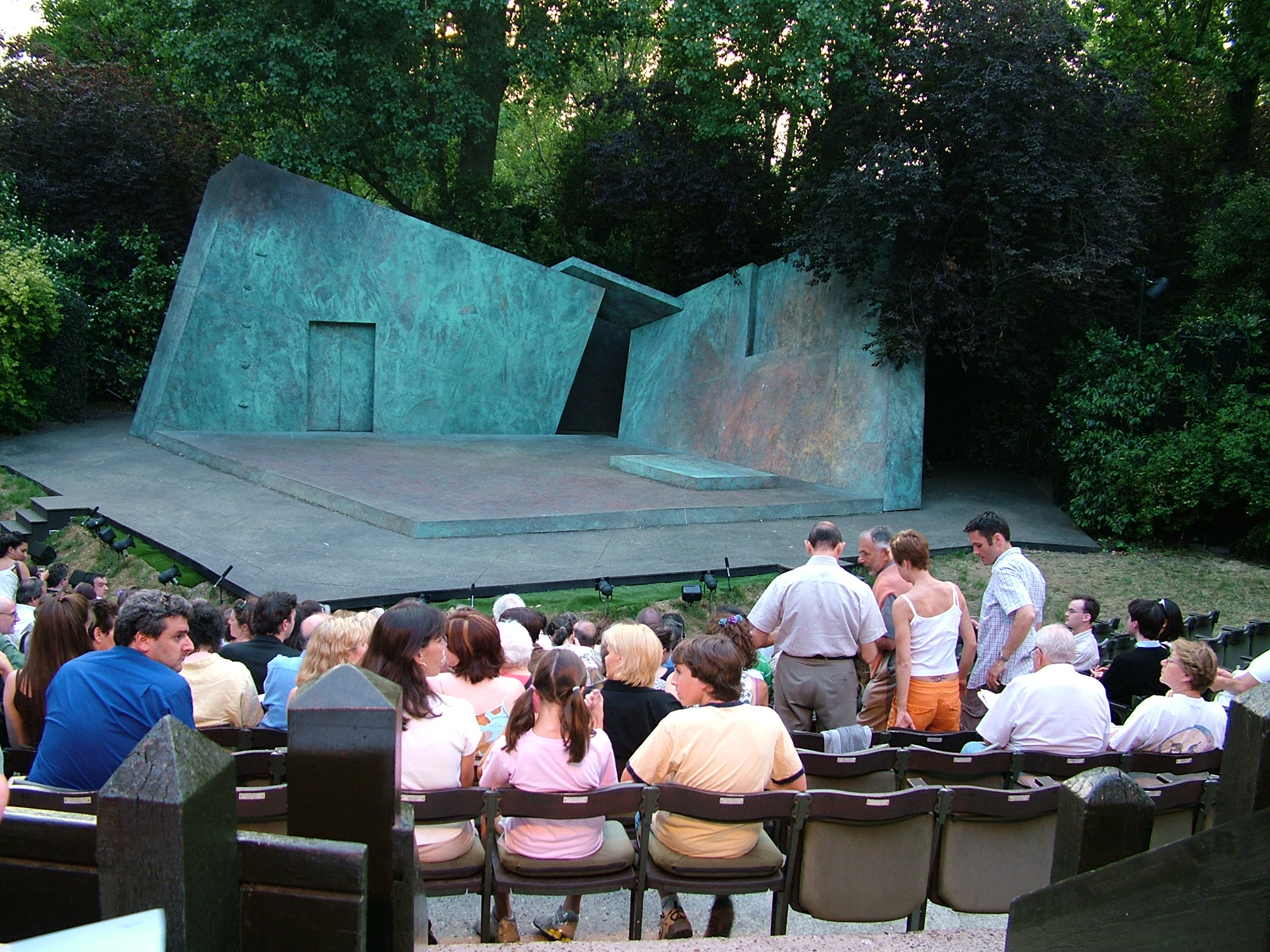
Szabadtéri színpad a londoni Regent's Parkban

A színpad a színházépület azon része, amely színi cselekményeknek ad otthont. Technikusoknak és színészeknek van fenntartva. A proszcéniumon keresztül közlekedik a helyiséggel, ahol a függöny vagy a fátyol található, amelyen túl a proszcénium nyúlik ki, a rivalda határolja.
A színpad méretei megegyeznek a tetőtérrel, amelyet ugyanazok a falak határolnak.

## Jellemzői
A fő összetevői a következők:
- A fadeszkákból épített színpadpadló láthatósági okokból enyhén előre dőlt; Az olasz színházak lejtése 2,5 cm és 5 cm között változhat méterenként; a színpad felülete lehet fix, emelhető vagy forgó. Felszerelhető csapóajtókkal, amelyek könnyű hozzáférést tesznek lehetővé a színpad alatt. A jelenetek össze- és szétszedésének nagy része, a díszletezés ott történik, és ott lépnek fel a színészek.

- A színpad alatti rész, mindenféle emelő- és forgóhidat működtető eszközök, csörlők otthona; létrákon és csapóajtókon keresztül a színészek vagy más technikai személyzet szcenikai hatások vagy technikai okokból feljuthatnak a színpadra; vagy a színészek eltűnhetnek a színpadról, és leereszkedve kiléphetnek a helyszínről. Szervizhelynek is használják.

- A backstage, a színpad hátulján lévő tér, ahol az összeszerelés és a szétszerelés befejeződik; általában kiszolgáló hely, ahol gyakran öltözők és szabászat is található. Kijáratot is lehet itt találni, egy nagy ajtót, amely lehetővé teszi a díszletek és a bemutatóhoz szükséges anyagokat tartalmazó dobozok be- és kipakolását.

- A tetőtér vagy szcenikai torony függőlegesen fejlődik a szcenikai szint fölé; galériák vagy repülő hidak segítségével lehet elérni annak legmagasabb részét, azaz a kötélpadlást, ahonnan a köteleket (kenderkötelek) mozgatják, amelyek mind a díszleteket, mind a könnyű rácsokat támasztják meg.

A szcenikai teret vízszintesen felszerelt szárnyak vagy paravánok, függőlegesen égbolt vagy levegő vagy mennyezet határolja (körben), végül pedig a háttér.
A látványosság iránti egyre erősödő igény jelentősen hozzájárult a színpadi eszközök fejlődéséhez: a színpad fokozatosan olyan mechanizmusokkal és fogaskerekekkel gazdagodott, amelyek lehetővé teszik a funkcionális trükköket és színpadi effektusokat, valamint a jelenetváltások jobb megszervezését és felgyorsítását.

## Története
A színpad az  ókori római színházak építésével született.

### Görög színház
Az ókori görög színház három főbb részből állt: orkhésztra, theatron, szkéné. A görög színházban nincs megfelelője a színpadnak: a cselekmény valójában a orkhésztrában zajlott, a lépcsőzetes nézőtér által határolt félkör alakú térben. Ezt követően a szkéné, az orkhésztra hátulján lévő színpadépület bevezetésével a színpadi cselekmény két térre oszlik: míg a verbális elem a szkénére korlátozódik, addig az orkhésztrában a kar az énekléssel és tánccal fejezi ki magát.

### Római színház
A római korban a proszcénium (proscaenium) építészeti elemként való megjelenésével a színészek a kórus eltűnésének köszönhetően egyedülálló helyet kaptak a színpadi cselekmény megjelenítésére. A színpad gyakran kőből volt, csak néha fából. Fel lehetett szerelni csapóajtóval is.

### Középkori színház
A középkori színház elmozdította az előadásokat a kijelölt helyekről, így az első színpadépítéseket főként szerzetesközösségek végezték, amelyek magukra vállalták az előadások díszleteinek elkészítését is. Főleg fadeszkából épültek, elrendezésük az előadástól függően eltérő volt: a térbeli folytonosság érdekében a színpadokat gyakran körbe vagy egyenes vonalba rendezték el, és mindegyik egy-egy manzióhoz tartozott. Ez utóbbi nem volt más, mint a Via Crucis szakaszai nyomán képviselt dráma egyfajta „színpadja”, amelyre a liturgikus drámák vonatkoztak.

## Fordítás
- Ez a szócikk részben vagy egészben  a   Palcoscenico című olasz Wikipédia-szócikk ezen változatának fordításán alapul.  Az eredeti cikk szerkesztőit annak laptörténete sorolja fel. Ez a jelzés csupán a megfogalmazás eredetét és a szerzői jogokat jelzi, nem szolgál a cikkben szereplő információk forrásmegjelöléseként.

## Bibliográfia
- Manuale di scenotecnica. Novara: Görlich – Istituto Geografico De Agostini (1979)
- Lo Spettacolo – Enciclopedia di cinema, teatro, balletto, circo, TV, rivista, 1ª edizione, Milano: Aldo Garzanti (1976)